# Eco flutter
El eco flutter es un efecto sonoro causado por los ecos que rebotan repetidamente entre dos superficies paralelas, duras y no porosas tras un sonido transitorio.
Este efecto realza determinadas frecuencias, provocando un sonido más “metálico” .                   
Para que este sonido ocurra la distancia entre las paredes deberá ser menor de 17 metros.     
Estas reflexiones sucesivas y repetitivas en el tiempo, pueden producir un cambio de percepción en el "pitch", una coloración en el timbre y una reducción de la inteligibilidad de la palabra dentro de la habitación. Subjetivamente se aprecia en frecuencias medias y medio altas, donde los sonidos constantes provocan fatiga auditiva. 
Para tratar el eco flutter se debe controlar las reflexiones en una o en ambas superficies paralelas. Por ejemplo con la aplicación de algún tipo de insonorización, la difusión de material a las paredes laterales entre los altavoces y su posición de escucha. 
Del mismo modo, alfombras o baldosas en las paredes reducirán el efecto de eco flutter. 
En muchos casos, un par de baldosas de espuma acústica fijados a las paredes laterales a cada lado de la posición del equipo de sonido.